# JリーグDAZNニューイヤーカップ
JリーグDAZNニューイヤーカップ（ジェイリーグ・ダゾーン・ニューイヤーカップ、J.League | DAZN New Year Cup）は、2015年から2017年まで開催された、公益社団法人日本プロサッカーリーグが主催する日本プロサッカーリーグ（Jリーグ）所属クラブによるプレシーズンマッチである。
2015年・2016年はスカパーJSATが主催に加わり、Jリーグ・スカパー! ニューイヤーカップ（ジェイリーグ・スカパー ニューイヤーカップ、J.League・スカパー！ New Year Cup）の大会名称で開催されていた。

## 概要
これまでJリーグクラブによるプレシーズンマッチのうち、1-2月のシーズン開幕前に開催されるものについては、各クラブが「トレーニングマッチ」の位置づけで独自に開催していたが、2015年からスカパー!（当時Jリーグオフィシャルブロードキャスティングパートナー）で中継するプレシーズンマッチについて「Jリーグ・スカパー! ニューイヤーシリーズ」の呼称を与えることになり、特にJリーグクラブのキャンプ地が集中する宮崎県・鹿児島県・沖縄県（2016年）で開催される試合についてJリーグ・スカパー!共催のカップ戦の形式で実施することになったものである。両県を含めた九州でのJリーグプロモーションを兼ねて、観戦料無料で開催される。
プレシーズンマッチながら全試合がスカパー!（BSスカパー!、スカチャン）で生中継され、順位に応じて賞金が与えられるなど、シーズン前哨戦としての注目度を高める試みが導入されている。
なお、本カップ戦に該当しない、スカパー!が中継するプレシーズンマッチについては「Jリーグ・スカパー! ニューイヤーマッチ」の呼称が与えられていた。
2017年シーズンはJリーグの放映権がパフォーム・グループの提供するOTTサービス「DAZN」に移ったことから、大会名称も変更された。前年までと同様にDAZNで全試合生中継される。なお、2018年シーズンはニューイヤーカップが開催されない。

## 2015年度

### 概要
宮崎で開催される「宮崎ラウンド」と、鹿児島で開催される「鹿児島ラウンド」に分けられる。両ラウンドは独立して実施され、順位も別々に決められる。
両ラウンドとも集中開催方式による1回戦総当たりリーグ戦を戦い、勝ち点→得失点差→総得点数→当該チーム間の対戦成績（勝ち点→得失点差→総得点数）→抽選、の順で順位を決定する。プレシーズンマッチということもあり、大会エントリーは30人以内、試合エントリーは20人以内、試合中の選手の交代は8名以内など、通常のリーグ戦等と比べて緩いレギュレーションが設定されている。

### 主催・主管
- 主催　公益社団法人日本プロサッカーリーグ・スカパーJSAT
- 主管　公益社団法人日本プロサッカーリーグ、一般社団法人宮崎県サッカー協会、一般社団法人鹿児島県サッカー協会

### 表彰
ラウンドごとに、
1. 賞金300万円、優勝杯
2. 賞金100万円
3. 賞金50万円（鹿児島ラウンドは4位も同様）

### 宮崎ラウンド
- 開催日程：2015年2月1日 - 2月7日
- 会場：KIRISHIMAハイビスカス陸上競技場（宮崎県宮崎市）

| 2015年2月1日 | 鹿島アントラーズ                                                  | 5 - 2    | 大分トリニータ                   | KIRISHIMAハイビスカス陸上競技場 |  |
| 15:30        | 遠藤康 35分 · 土居聖真 48分 · 山村和也 84分 · 本山雅志 90分, 92分 | 試合記録 | 為田大貴 4分 · エヴァンドロ 71分 | 観客数: 3,473人 主審: 南薗憲周  |  |

| 2015年2月4日 | アビスパ福岡 | 0 - 2    | 鹿島アントラーズ             | KIRISHIMAハイビスカス陸上競技場 |  |
| 14:00        |              | 試合記録 | 高崎寛之 7分 · 山本脩斗 38分 | 観客数: 1,294人 主審: 西村雄一  |  |

| 2015年2月7日 | 大分トリニータ | 0 - 1    | アビスパ福岡  | KIRISHIMAハイビスカス陸上競技場 |  |
| 12:30        |                | 試合記録 | 末吉隼也 61分 | 観客数: 1,189人 主審: 家本政明  |  |

| 順 | チーム           | 試 | 勝 | 分 | 敗 | 得 | 失 | 差 | 点 |
| -- | ---------------- | -- | -- | -- | -- | -- | -- | -- | -- |
| 1  | 鹿島アントラーズ | 2  | 2  | 0  | 0  | 7  | 2  | +5 | 6  |
| 2  | アビスパ福岡     | 2  | 1  | 0  | 1  | 1  | 2  | −1 | 3  |
| 3  | 大分トリニータ   | 2  | 0  | 0  | 2  | 2  | 6  | −4 | 0  |

最終更新は2015年2月7日の試合終了時
出典: 順位表
順位の決定基準: 1. 勝点; 2. 得失点差; 3. 得点数.

### 鹿児島ラウンド
- 開催日程：2015年2月8日 - 2月14日
- 会場：鹿児島県立サッカー・ラグビー場（鹿児島県鹿児島市）、指宿いわさきホテルサッカー場（鹿児島県指宿市）

| 2015年2月8日 | 清水エスパルス | 1 - 2    | ジュビロ磐田                | 鹿児島県立サッカー・ラグビー場 |  |
| 11:00        | 北川航也 46分  | 試合記録 | 櫻内渚 25分 · 清水貴文 88分 | 観客数: 1,058人 主審: 飯田淳平 |  |

| 2015年2月8日 | 浦和レッズ | 0 - 0    | ロアッソ熊本 | 指宿いわさきホテルサッカー場 |  |
| 14:00        |            | 試合記録 |              | 観客数: 295人 主審: 木村博之 |  |

| 2015年2月11日 | 浦和レッズ                                    | 3 - 1    | ジュビロ磐田  | 指宿いわさきホテルサッカー場 |  |
| 11:30         | 武藤雄樹 10分 · 橋本和 71分 · 宇賀神友弥 77分 | 試合記録 | 小林祐希 87分 | 観客数: 389人 主審: 佐藤隆治 |  |

| 2015年2月11日 | ロアッソ熊本  | 1 - 0    | 清水エスパルス | 鹿児島県立サッカー・ラグビー場 |  |
| 14:00         | 齊藤和樹 84分 | 試合記録 |                | 観客数: 295人 主審: 木村博之   |  |

| 2015年2月14日 | ジュビロ磐田      | 1 - 0    | ロアッソ熊本 | 鹿児島県立サッカー・ラグビー場 |  |
| 11:00         | アダイウトン 15分 | 試合記録 |              | 観客数: 1,735人 主審: 岡部拓人 |  |

| 2015年2月14日 | 清水エスパルス                      | 3 - 5    | 浦和レッズ                                    | 指宿いわさきホテルサッカー場 |  |
| 14:00         | 大前元紀 43分, 79分 · 村田和哉 66分 | 試合記録 | 李忠成 18分, 24分, 54分, 65分 · 武藤雄樹 29分 | 観客数: 295人 主審: 木村博之 |  |

| 順 | チーム         | 試 | 勝 | 分 | 敗 | 得 | 失 | 差 | 点 |
| -- | -------------- | -- | -- | -- | -- | -- | -- | -- | -- |
| 1  | 浦和レッズ     | 3  | 2  | 1  | 0  | 8  | 4  | +4 | 7  |
| 2  | ジュビロ磐田   | 3  | 2  | 0  | 1  | 4  | 4  | 0  | 6  |
| 3  | ロアッソ熊本   | 3  | 1  | 1  | 1  | 1  | 1  | 0  | 4  |
| 4  | 清水エスパルス | 3  | 0  | 0  | 3  | 4  | 8  | −4 | 0  |

最終更新は2015年2月7日の試合終了時
出典: 順位表
順位の決定基準: 1. 勝点; 2. 得失点差; 3. 得点数.

## 2016年度

### 試合形式
2015年11月22日に概要が、2015年12月25日に日程と参加クラブが、2016年1月15日に対戦カード・時間と試合会場が それぞれ発表された。宮崎、鹿児島ラウンドに加え、新たに沖縄ラウンドを新設している。前年同様、各ラウンドは独立して実施され、順位も別々に決められる。
J3リーグのクラブを含めた7クラブが初参加。熊本が鹿児島ラウンドから宮崎ラウンドに異動したほか、前年参加した浦和レッズ・大分トリニータが参加を取りやめている。

### 沖縄ラウンド
- 日程：1月24日・27日・30日
- 参加クラブ：コンサドーレ札幌・FC東京・東京ヴェルディ・FC琉球
- 会場：沖縄県総合運動公園陸上競技場（沖縄県沖縄市）、国頭陸上競技場兼サッカー場（沖縄県国頭郡国頭村）、西原町民陸上競技場（沖縄県中頭郡西原町）

| 2016年1月24日 | 東京ヴェルディ | 1 - 0    | コンサドーレ札幌 | 西原町民陸上競技場           |  |
| 11:00         | 高木大輔 89分  | 試合記録 |                  | 観客数: 400人 主審: 岡部拓人 |  |

| 2016年1月24日 | FC東京 | 0 - 0    | FC琉球 | 国頭陸上競技場兼サッカー場   |  |
| 14:04         |        | 試合記録 |        | 観客数: 464人 主審: 山本雄大 |  |

| 2016年1月27日 | FC琉球                      | 2 - 0    | 東京ヴェルディ | 西原町民陸上競技場           |  |
| 11:00         | 藤澤典隆 11分 · 朴利基 75分 | 試合記録 |                | 観客数: 324人 主審: 今村義朗 |  |

| 2016年1月27日 | コンサドーレ札幌 | 1 - 2    | FC東京                                  | 国頭陸上競技場兼サッカー場   |  |
| 14:04         | 都倉賢 3分       | 試合記録 | 水沼宏太 41分 · ネイサン・バーンズ 70分 | 観客数: 215人 主審: 吉田寿光 |  |

| 2016年1月30日 | FC琉球                      | 2 - 4    | コンサドーレ札幌                                              | 沖縄県総合運動公園陸上競技場 |  |
| 12:04         | 田中恵太 67分 · パブロ 78分 | 試合記録 | 都倉賢 34分 · 中原彰吾 49分 · 進藤亮佑 72分 · イルファン 85分 | 観客数: 601人 主審: 真謝孝之 |  |

| 2016年1月30日 | FC東京          | 1 - 0    | 東京ヴェルディ | 沖縄県総合運動公園陸上競技場   |  |
| 15:04         | 橋本拳人 90+2分 | 試合記録 |                | 観客数: 1,024人 主審: 濱川恒二 |  |

| 順 | チーム           | 試 | 勝 | 分 | 敗 | 得 | 失 | 差 | 点 |
| -- | ---------------- | -- | -- | -- | -- | -- | -- | -- | -- |
| 1  | FC東京           | 3  | 2  | 1  | 0  | 3  | 1  | +2 | 7  |
| 2  | FC琉球           | 3  | 1  | 1  | 1  | 4  | 4  | 0  | 4  |
| 3  | コンサドーレ札幌 | 3  | 1  | 0  | 2  | 5  | 5  | 0  | 3  |
| 4  | 東京ヴェルディ   | 3  | 1  | 0  | 2  | 1  | 3  | −2 | 3  |

最終更新は2016年1月31日の試合終了時
出典: 順位表
順位の決定基準: 1. 勝点; 2. 得失点差; 3. 得点数.

### 宮崎ラウンド
- 日程：1月31日・2月2日・2月4日
- 参加クラブ：鹿島アントラーズ・ジェフユナイテッド千葉・アビスパ福岡・ロアッソ熊本
- 会場：KIRISHIMAハイビスカス陸上競技場（宮崎県宮崎市）

| 2016年1月31日 | ロアッソ熊本  | 1 - 2    | ジェフユナイテッド千葉          | KIRISHIMAハイビスカス陸上競技場 |  |
| 11:03         | 八久保颯 90分 | 試合記録 | 井出遥也 45+1分 · 小池純輝 89分 | 観客数: 1,641人 主審: 南薗憲周  |  |

| 2016年1月31日 | 鹿島アントラーズ           | 2 - 0    | アビスパ福岡 | KIRISHIMAハイビスカス陸上競技場 |  |
| 14:03         | 垣田裕暉 4分 · 昌子源 68分 | 試合記録 |              | 観客数: 4,285人 主審: 山口大輔  |  |

| 2016年2月2日 | ジェフユナイテッド千葉                                                  | 5 - 1    | アビスパ福岡  | KIRISHIMAハイビスカス陸上競技場 |  |
| 11:03        | 菅嶋弘希 11分 · 町田也真人 28分 · 吉田眞紀人 35分, 55分 · 井出遥也 75分 | 試合記録 | 為田大貴 58分 | 観客数: 381人 主審: 中村太      |  |

| 2016年2月2日 | ロアッソ熊本 | 0 - 2    | 鹿島アントラーズ          | KIRISHIMAハイビスカス陸上競技場 |  |
| 14:03        |              | 試合記録 | 遠藤康 36分 · ブエノ 42分 | 観客数: 1,039人 主審: 東城穣    |  |

| 2016年2月4日 | アビスパ福岡 | 0 - 0    | ロアッソ熊本 | KIRISHIMAハイビスカス陸上競技場 |  |
| 11:03        |              | 試合記録 |              | 観客数: 491人 主審: 野田祐樹    |  |

| 2016年2月4日 | 鹿島アントラーズ | 0 - 1    | ジェフユナイテッド千葉 | KIRISHIMAハイビスカス陸上競技場 |  |
| 14:03        |                  | 試合記録 | エウトン 76分          | 観客数: 1,286人 主審: 柿沼亨    |  |

| 順 | チーム                 | 試 | 勝 | 分 | 敗 | 得 | 失 | 差 | 点 |
| -- | ---------------------- | -- | -- | -- | -- | -- | -- | -- | -- |
| 1  | ジェフユナイテッド千葉 | 3  | 3  | 0  | 0  | 8  | 2  | +6 | 9  |
| 2  | 鹿島アントラーズ       | 3  | 2  | 0  | 1  | 4  | 1  | +3 | 6  |
| 3  | ロアッソ熊本           | 3  | 0  | 1  | 2  | 1  | 4  | −3 | 1  |
| 4  | アビスパ福岡           | 3  | 0  | 1  | 2  | 1  | 7  | −6 | 1  |

最終更新は2016年2月4日の試合終了時
出典: 順位表
順位の決定基準: 1. 勝点; 2. 得失点差; 3. 得点数.

### 鹿児島ラウンド
- 日程：1月31日・6日・10日
- 参加クラブ：清水エスパルス・ジュビロ磐田・ギラヴァンツ北九州・鹿児島ユナイテッドFC
- 会場：鹿児島県立鴨池陸上競技場（鹿児島県鹿児島市）

| 2016年1月31日 | ギラヴァンツ北九州 | 0 - 1    | ジュビロ磐田  | 鹿児島県立鴨池陸上競技場     |  |
| 11:04         |                    | 試合記録 | 齊藤和樹 48分 | 観客数: 445人 主審: 木村博之 |  |

| 2016年1月31日 | 清水エスパルス                                            | 5 - 1    | 鹿児島ユナイテッドFC | 鹿児島県立鴨池陸上競技場       |  |
| 14:04         | 石毛秀樹 15分, 62分 · 大前元紀 30分, 51分 · 犬飼智也 56分 | 試合記録 | 新中剛史 89分        | 観客数: 1,191人 主審: 藤田和也 |  |

| 2016年2月6日 | 鹿児島ユナイテッドFC | 1 - 1    | ギラヴァンツ北九州 | 鹿児島県立鴨池陸上競技場       |  |
| 11:04        | 五領淳樹 37分        | 試合記録 | 小松塁 35分        | 観客数: 1,141人 主審: 上村篤史 |  |

| 2016年2月6日 | ジュビロ磐田  | 1 - 0    | 清水エスパルス | 鹿児島県立鴨池陸上競技場       |  |
| 14:04        | 小川航基 89分 | 試合記録 |                | 観客数: 2,488人 主審: 清水修平 |  |

| 2016年2月10日 | 清水エスパルス | 1 - 0    | ギラヴァンツ北九州 | 鹿児島県立鴨池陸上競技場       |  |
| 11:04         | 47分 (OG)      | 試合記録 |                    | 観客数: 422人 主審: 福島孝一郎 |  |

| 2016年2月10日 | 鹿児島ユナイテッドFC | 0 - 2    | ジュビロ磐田                      | 鹿児島県立鴨池陸上競技場       |  |
| 14:04         |                      | 試合記録 | アダイウトン 17分 · 松井大輔 28分 | 観客数: 1,252人 主審: 清水勇人 |  |

| 順 | チーム               | 試 | 勝 | 分 | 敗 | 得 | 失 | 差 | 点 |
| -- | -------------------- | -- | -- | -- | -- | -- | -- | -- | -- |
| 1  | ジュビロ磐田         | 3  | 3  | 0  | 0  | 4  | 0  | +4 | 9  |
| 2  | 清水エスパルス       | 3  | 2  | 0  | 1  | 6  | 2  | +4 | 6  |
| 3  | ギラヴァンツ北九州   | 3  | 0  | 1  | 2  | 1  | 3  | −2 | 1  |
| 4  | 鹿児島ユナイテッドFC | 3  | 0  | 1  | 2  | 2  | 8  | −6 | 1  |

最終更新は2016年2月4日の試合終了時
出典: 順位表
順位の決定基準: 1. 勝点; 2. 得失点差; 3. 得点数.

## 2017年度

### 概要
2017年1月11日に概要が発表された。Jリーグの放映権がパフォーム・グループ (DAZN) に移ったことを受け、大会名称も変更となり、主催者からスカパー!が外れた。大会形式は前年に準じているが、FC東京・東京ヴェルディ・清水エスパルスが不参加となった一方、横浜FCとV・ファーレン長崎が大会に初参加となる。
なお、この大会がDAZNがJリーグ中継を行う最初の大会となる。

### 沖縄ラウンド
- 日程：1月22日、25日、28日
- 参加クラブ：北海道コンサドーレ札幌、ジェフユナイテッド千葉、FC琉球
- 会場：沖縄県総合運動公園陸上競技場（沖縄県沖縄市）、糸満市西崎陸上競技場（沖縄県糸満市）

| 2017年1月22日 | ジェフユナイテッド千葉 | 1 - 3    | FC琉球                                    | 糸満市西崎陸上競技場           |  |
| 13:04         | 菅嶋弘希 65分          | 試合結果 | 富樫佑太 28分 · 才藤龍治 45分 · 50分 (OG) | 観客数: 1,320人 主審: 木村博之 |  |

| 2017年1月25日 | 北海道コンサドーレ札幌 | 0 - 0    | ジェフユナイテッド千葉 | 糸満市西崎陸上競技場         |  |
| 13:04         |                        | 試合結果 |                        | 観客数: 598人 主審: 佐藤隆治 |  |

| 2017年1月28日 | FC琉球        | 1 - 2    | 北海道コンサドーレ札幌          | 沖縄県総合運動公園陸上競技場 |  |
| 13:04         | 上門知樹 76分 | 試合結果 | ジュリーニョ 57分 · 菅大輝 65分 | 観客数: 961人 主審: 廣瀬格   |  |

| 順 | チーム                 | 試 | 勝 | 分 | 敗 | 得 | 失 | 差 | 点 |
| -- | ---------------------- | -- | -- | -- | -- | -- | -- | -- | -- |
| 1  | 北海道コンサドーレ札幌 | 2  | 1  | 1  | 0  | 2  | 1  | +1 | 4  |
| 2  | FC琉球                 | 2  | 1  | 0  | 1  | 4  | 3  | +1 | 3  |
| 3  | ジェフユナイテッド千葉 | 2  | 0  | 1  | 1  | 1  | 3  | −2 | 1  |

最終更新は2017年1月28日の試合終了時
出典: 順位表
順位の決定基準: 1. 勝点; 2. 得失点差; 3. 得点数.

### 宮崎ラウンド
- 日程：2月2日、4日、6日
- 参加クラブ：鹿島アントラーズ、横浜FC、アビスパ福岡、V・ファーレン長崎
- 会場：KIRISHIMAハイビスカス陸上競技場（宮崎県宮崎市）

| 2017年2月2日 | 横浜FC                                            | 3 - 0    | アビスパ福岡 | KIRISHIMAハイビスカス陸上競技場 |  |
| 11:00        | 大久保哲哉 56分 · 野村直輝 70分 · ナ・ソンス 90分 | 試合結果 |              | 観客数: 567人 主審: 西山貴生    |  |

| 2017年2月2日 | V・ファーレン長崎 | 0 - 2    | 鹿島アントラーズ              | KIRISHIMAハイビスカス陸上競技場 |  |
| 14:00        |                   | 試合結果 | 鈴木優磨 15分 · 金崎夢生 66分 | 観客数: 1,370人 主審: 東城穣    |  |

| 2017年2月4日 | アビスパ福岡                                   | 4 - 0    | V・ファーレン長崎 | KIRISHIMAハイビスカス陸上競技場 |  |
| 11:04        | 松田力 8分, 34分 · 坂田大輔 22分 · 城後寿 88分 | 試合結果 |                   | 観客数: 1,934人 主審: 上村篤史  |  |

| 2017年2月4日 | 鹿島アントラーズ | 0 - 1    | 横浜FC    | KIRISHIMAハイビスカス陸上競技場 |  |
| 14:04        |                  | 試合結果 | イバ 47分 | 観客数: 6,523人 主審: 池内明彦  |  |

| 2017年2月6日 | V・ファーレン長崎 | 1 - 1    | 横浜FC          | KIRISHIMAハイビスカス陸上競技場 |  |
| 11:05        | 田上大地 45+2分   | 試合結果 | ナ・ソンス 48分 | 観客数: 706人 主審: 柿沼亨      |  |

| 2017年2月6日 | 鹿島アントラーズ | 1 - 0    | アビスパ福岡 | KIRISHIMAハイビスカス陸上競技場 |  |
| 14:04        | 鈴木優磨 49分    | 試合結果 |              | 観客数: 2,271人 主審: 中村太    |  |

| 順 | チーム            | 試 | 勝 | 分 | 敗 | 得 | 失 | 差 | 点 |
| -- | ----------------- | -- | -- | -- | -- | -- | -- | -- | -- |
| 1  | 横浜FC            | 3  | 2  | 1  | 0  | 5  | 1  | +4 | 7  |
| 2  | 鹿島アントラーズ  | 3  | 2  | 0  | 1  | 3  | 1  | +2 | 6  |
| 3  | アビスパ福岡      | 3  | 1  | 0  | 2  | 4  | 4  | 0  | 3  |
| 4  | V・ファーレン長崎 | 3  | 0  | 1  | 2  | 1  | 7  | −6 | 1  |

最終更新は2017年2月6日の試合終了時
出典: 順位表
順位の決定基準: 1. 勝点; 2. 得失点差; 3. 得点数.

### 鹿児島ラウンド
- 日程：2月5日、8日、11日
- 参加クラブ：ジュビロ磐田、ギラヴァンツ北九州、ロアッソ熊本、鹿児島ユナイテッドFC
- 会場：鹿児島県立サッカー・ラグビー場（鹿児島県鹿児島市）

| 2017年2月5日 | 鹿児島ユナイテッドFC | 1 - 1    | ギラヴァンツ北九州 | 鹿児島県立サッカー・ラグビー場 |  |
| 11:04        | 藤本憲明 45+3分      | 試合結果 | 平井将生 45分      | 観客数: 1,818人 主審: 高山啓義 |  |

| 2017年2月5日 | ジュビロ磐田  | 1 - 1    | ロアッソ熊本    | 鹿児島県立サッカー・ラグビー場 |  |
| 14:03        | 川又堅碁 37分 | 試合結果 | 嶋田慎太郎 79分 | 観客数: 5,504人 主審: 上田益也 |  |

| 2017年2月8日 | 鹿児島ユナイテッドFC | 1 - 0    | ロアッソ熊本 | 鹿児島県立サッカー・ラグビー場 |  |
| 11:04        | 中原優生 56分        | 試合結果 |              | 観客数: 846人 主審: 三上正一郎 |  |

| 2017年2月8日 | ギラヴァンツ北九州 | 0 - 1    | ジュビロ磐田  | 鹿児島県立サッカー・ラグビー場 |  |
| 14:04        |                    | 試合結果 | 荒木大吾 42分 | 観客数: 1,976人 主審: 荒木友輔 |  |

| 2017年2月11日 | ロアッソ熊本 | 0 - 3    | ギラヴァンツ北九州                        | 鹿児島県立サッカー・ラグビー場 |  |
| 11:04         |              | 試合結果 | 平井将生 40分 · 茂平 48分 · 鈴木翔登 86分 | 観客数: 1,403人 主審: 原田大輔 |  |

| 2017年2月11日 | ジュビロ磐田    | 1 - 1    | 鹿児島ユナイテッドFC | 鹿児島県立サッカー・ラグビー場 |  |
| 14:00         | 小川航基 90+4分 | 試合結果 | 藤本憲明 84分        | 観客数: 7,342人 主審: 田中歓喜 |  |

| 順 | チーム               | 試 | 勝 | 分 | 敗 | 得 | 失 | 差 | 点 |
| -- | -------------------- | -- | -- | -- | -- | -- | -- | -- | -- |
| 1  | ジュビロ磐田         | 3  | 1  | 2  | 0  | 3  | 2  | +1 | 5  |
| 2  | 鹿児島ユナイテッドFC | 3  | 1  | 2  | 0  | 3  | 2  | +1 | 5  |
| 3  | ギラヴァンツ北九州   | 3  | 1  | 1  | 1  | 4  | 2  | +2 | 4  |
| 4  | ロアッソ熊本         | 3  | 0  | 1  | 2  | 1  | 5  | −4 | 1  |

最終更新は2017年2月11日の試合終了時
出典: 順位表
順位の決定基準: 1. 勝点; 2. 得失点差; 3. 得点数 4. 当該チーム間の対戦成績 5. 抽選.

磐田と鹿児島の勝点・得失点差・総得点がすべて並び、対戦成績も引き分けのため、試合終了後に抽選を行い磐田の優勝となった。

## 参考資料
- 『シーズン前の前哨戦として「Jリーグ・スカパー! ニューイヤーカップ」を創設　宮崎ラウンド:2015年2月1日〜7日 / 鹿児島ラウンド:2015年2月8日〜14日』（プレスリリース）日本プロサッカーリーグ、2015年1月19日。2015年12月18日閲覧。
- 『「2017JリーグDAZNニューイヤーカップ」大会概要決定　〜「DAZN」で全試合生中継〜』（プレスリリース）日本プロサッカーリーグ、2017年1月11日。2017年1月23日閲覧。